# Ostend Challenger 2000
L'Ostend Challenger 2000 è stato un torneo di tennis facente parte della categoria ATP Challenger Series nell'ambito dell'ATP Challenger Series 2000. Il torneo si è giocato a Ostenda in Belgio dal 10 al 16 luglio 2000 su campi in terra rossa.

## Vincitori

### Singolare
Olivier Rochus ha battuto in finale  John Van Herck con il punteggio di 6–4, 6–4

### Doppio
Tim Crichton /  Ashley Fisher hanno battuto in finale  Francisco Cabello /  Damian Furmanski con il punteggio di 6–4, 2–6, 6–1